# Kosmetikspiegel
Ein Kosmetikspiegel ist ein Spiegel, der hauptsächlich in der persönlichen Kosmetik Anwendung findet.
Er wird für gesichtskosmetische Zwecke wie Schminken oder Rasieren verwendet.
Wird ein Hohlspiegel verwendet, hat er eine konkav-gewölbte Form, so dass das Gesicht größer erscheint. Hat er die dazu passende Distanz zum zu spiegelnden Objekt, erzeugt er eine klar konturierte optische Abbildung. Kosmetik-Hohlspiegel sind in verschiedenen Krümmungen erhältlich, die verschiedenen Vergrößerungsfaktoren entsprechen. 
Die Vergrößerung gegenüber einem normalen Planspiegel bei gleichem Betrachtungsabstand ist maximal 2-fach (beide Spiegel im Abstand der Brennweite {\displaystyle f} des Hohlspiegels).  
Wird der Planspiegel jedoch so nah positioniert, dass das Spiegelbild gerade noch scharf gesehen werden kann, so vergrößert der im Abstand {\displaystyle f} stehende Hohlspiegel um den Faktor {\displaystyle V=250mm/f}. Diese Vergrößerung lässt sich durch Verringerung des Abstandes zum Hohlspiegel noch geringfügig steigern.
Die Form des Spiegels ist variabel, bei Hohlspiegeln ist sie meist rund, wobei auf der Rückseite oft noch ein Normalspiegel eingelassen ist. Der Kosmetikspiegel besitzt in der Regel auch ein Gestell, um ihn aufrecht platzieren oder auch aufhängen zu können. 

Weiterhin ist zwischen beleuchteten und unbeleuchteten Kosmetikspiegeln zu unterscheiden. Beleuchtete Kosmetikspiegel sind von einer Beleuchtung (heute meist LED, früher Glühlampen) umrandet. Dies erlaubt beispielsweise das präzise Auftragen von Make-up. Daher werden solche Spiegel auch von Kosmetikern und Maskenbildnern gerne verwendet.

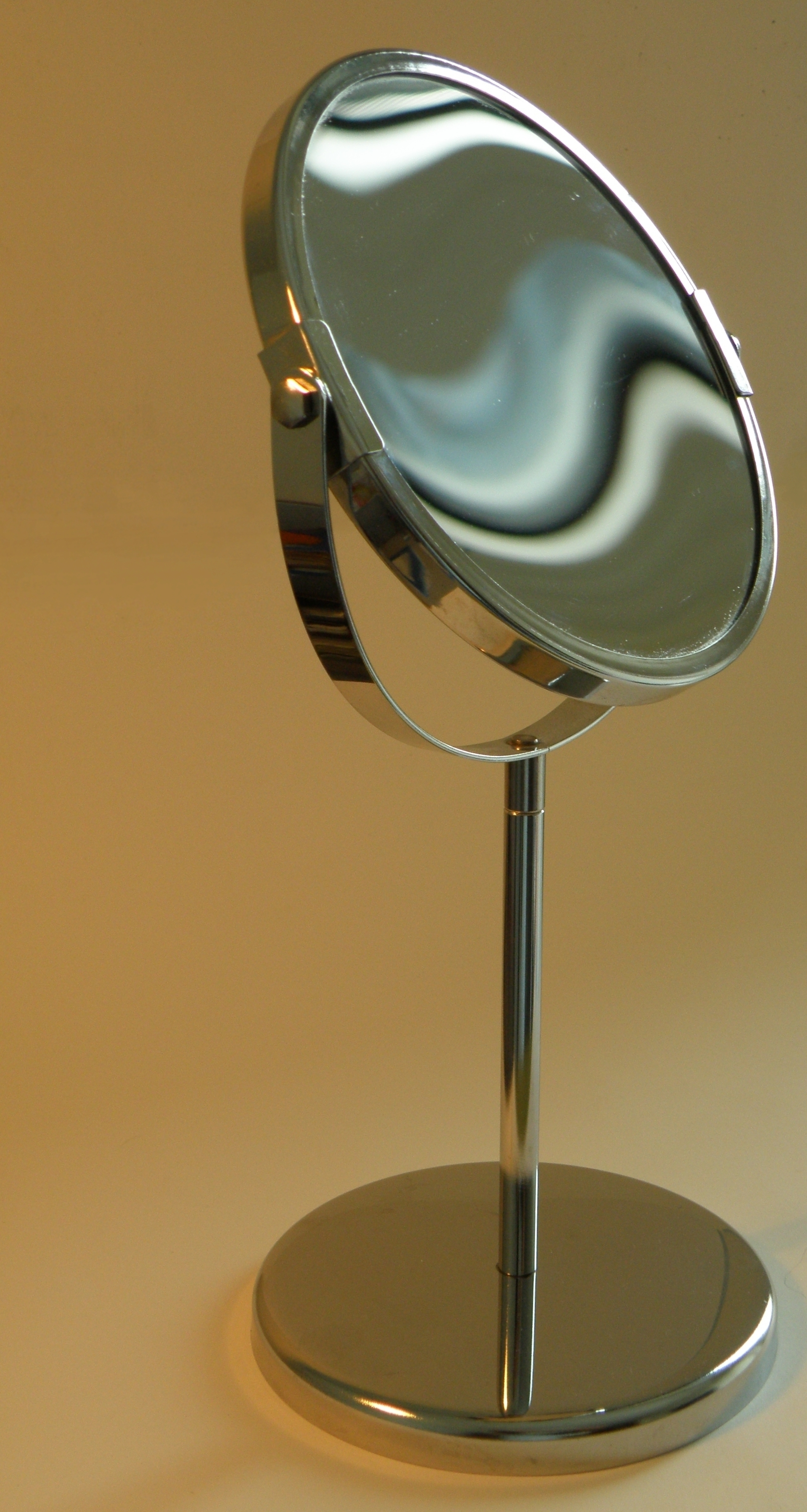
Kosmetikspiegel mit Standfuß
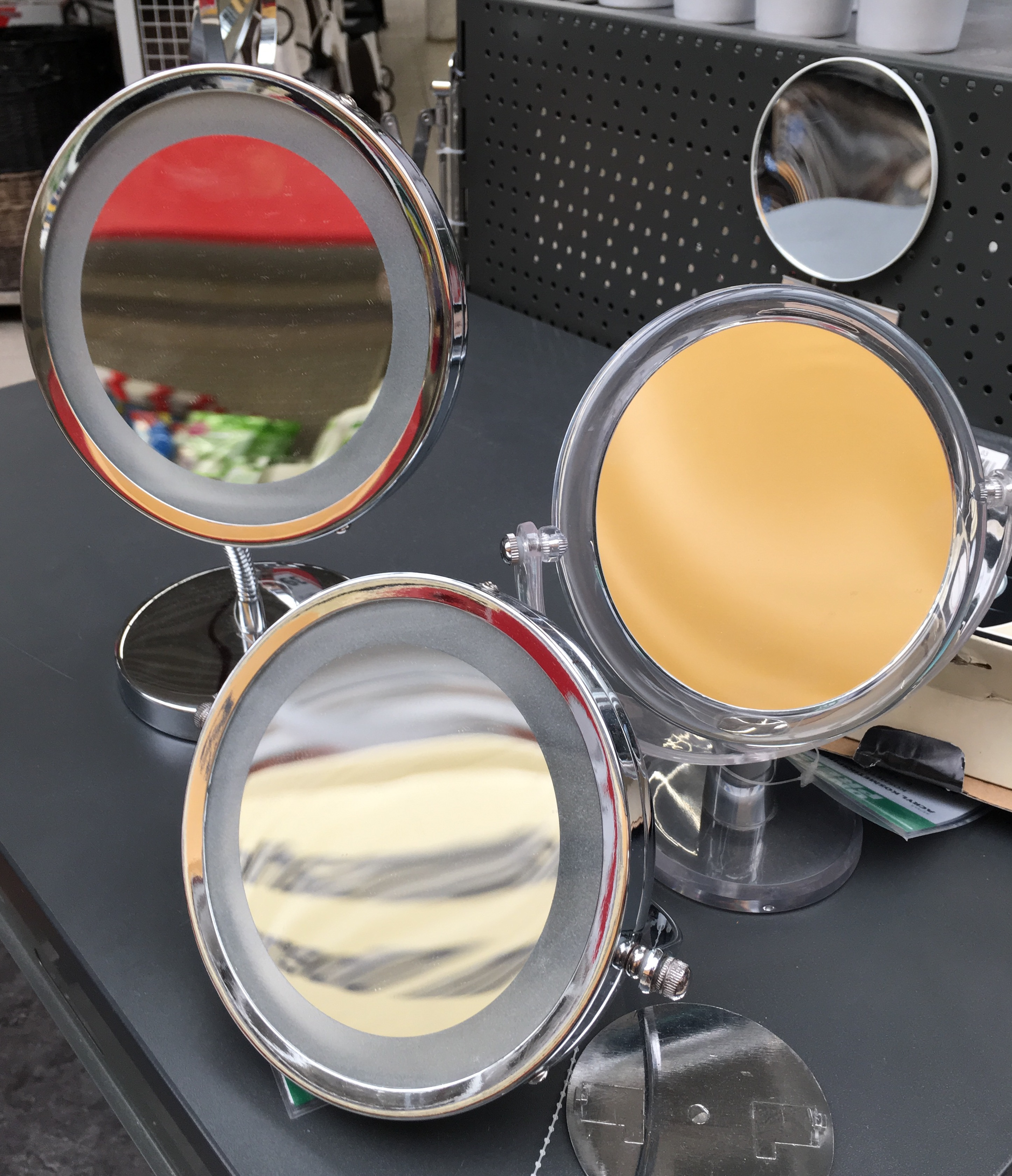
Verschiedene Kosmetikspiegel.
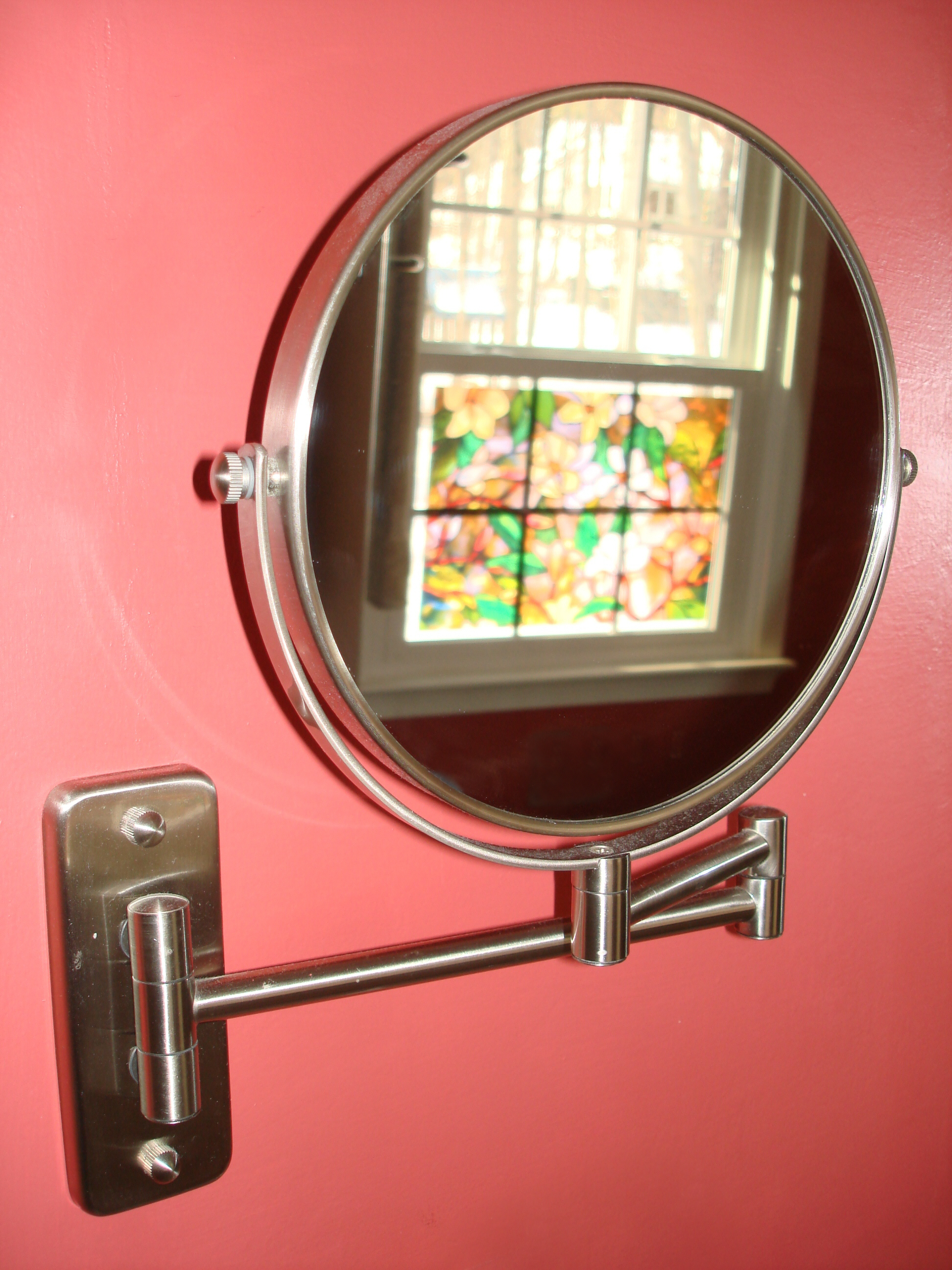
Kosmetikspiegel mit Wandhalterung, der der Vergrößerung dient